# 선대인
선대인(宣大仁, 1972년 1월 27일 ~ )은 대한민국의 언론인이다.

## 이력
본관은 전남 보성이며 경북 경산시에서 출생한 그의 현재 거주지는 대한민국 경기도 수원시이다.

## 생애
1999년 동아일보 기자로 재직 중 삼성 이재용씨의 편법 상속 문제를 다룬 기사를 사회 2면 톱과 박스로 발제해 썼지만 초판에 단 한 줄도 실리지 않았으며 이로 인해 기성 언론의 한계를 절감했다.
| “ | 정보가 한국 사회에서 이해관계에 따라 얼마나 왜곡될 수 있는지 느꼈죠. 한국의 언론, 한국의 정보 환경이 굉장히 오염되어 있다는 걸 알았습니다. 오염되지 않은 정보를 많은 사람들에게 전달하는 싶은 욕구가 생겼죠. 2001년 큰아이가 태어나는 장면을 보면서 그런 생각이 들었어요. 이 아이가 10년 정도 지나면 문자를 해독할 텐데 애한테 떳떳하게 아빠가 썼던 기사라고 내보일 수 있을까. 자신이 없었어요. 그때 이미 마음속에 사표를 썼죠. | ” |

하버드 대학교 석사 학위 취득 후 서울시 정책전문관으로 활동하였다.  이후 김광수경제연구소 부소장 겸 세금혁명당 대표를 역임하였으며 2012년 선대인경제연구소를 설립하여 소장으로 재직중이다. 2011년 11월 19일부터는 경제학자 우석훈, 개그우먼 김미화와 함께 팟캐스트 라디오 방송 나는 꼽사리다에 고정 출연하고 있다.

## 부동산정책 비판
2000년대 초반 부동산 가격이 급등하던 시절부터 정부의 부동산 정책을 강하게 비판하였다. 현재 주택거래 침체는 가계소득 대비 너무 오른 집값 때문이며 현 정부의 부동산정책은 가계의 부채를 늘려서 거품 붕괴를 막아보자는 '폭탄돌리기'라는 것이다.2013년 미디어오늘과의 인터뷰에서 아래와 같이 부동산거품 문제를 지적하였다.
| “ | 가계 소득과 소비자 물가 추세와 대비하면 수도권 아파트 평균가의 40%는 거품이다. 가계 소득이 안 오르는데 집값만 계속 오를 수는 없다. 감당이 안된다. 인도 중앙은행 총재인 라구람 라잔 박사는 "소득이 안되는 사람에게 빚내서 집을 사게 하는 정책이야말로 가장 큰 포퓰리즘"이라고 정면으로 비판했다. 그런 당연한 비판이 한국엔 없다. 오히려 언론이 박수치고 있다. 정말 심각하게 이상한 나라 아닌가. 정부가 부동산 연착륙을 부르짖지만 사람들 빚만 잔뜩 늘어났다. 부동산에 돈이 묶여서 생산경제에 돈이 안 돌고 청년 일자리는 부족하다. 집값이 천정부지로 뛰어서 연애, 결혼도 못하고 아기도 태어나지 않는 나라가 됐다. 베이비부머의 경우 자영업 차려서 부동산 임대료 내면 뭐가 남는가. 땅에 (너무 많은) 돈을 쓰고 있다. 우리가 천 년 만 년 부동산 거품을 가져가야 하나. 언젠가 풀어야 할 부채를 왜 자식세대에게 물려줘야 하는가. | ” |

## 학력
- 경산고등학교
- 연세대학교 정치외교학과 졸업(1996)
- 하버드 대학교 케네디스쿨 공공정책학 석사(MPP, 2007)

## 경력
- 동아일보 기자(1996~2002)
- 미디어다음 취재팀 차장 및 팀장(2004~2005)
- 서울특별시 정책전문관(2007~2008)
- 김광수경제연구소 부소장(2008~2011)
- 선대인경제연구소 소장(2012~현재)
- 대통령직속 저출산고령사회위원회 정책운영위원

## 대외 활동
- 서울교육재정계획심의위원회 위원(2011~2012)
- 서울특별시교육청 정책자문위원(2011~2012)
- 서울특별시 주거재생정책자문위원회 위원(2011~2012)
- 한국은행 통화신용정책 전문가패널(2013)

## 저서 및 역서
- 다윗과 골리앗(21세기북스, 번역)
- 선대인, 미친 부동산을 말하다(웅진지식하우스)
- 두 명만 모여도 꼭 나오는 경제질문(웅진지식하우스, 연구소 공저)
- 문제는 경제다(웅진지식하우스)
- 프리라이더2-세금혁명(더팩트)
- 프리라이더1-대한민국 세금의 비밀(더팩트)
- 위험한 경제학2-서민경제의 미래(더난출판)
- 위험한 경제학1-부동산의 비밀(더난출판)
- 부동산 대폭락 시대가 온다(한경BP, 공저)
- 성공하는 사람들의 열정 포트폴리오(럭스미디어, 번역)
- 대한민국은 부동산공화국이다?(궁리, 공저)
- 대한민국은 부동산공화국이다?(궁리, 공저)
- 선대인의 빅픽처(웅진지식하우스)